# 에이온

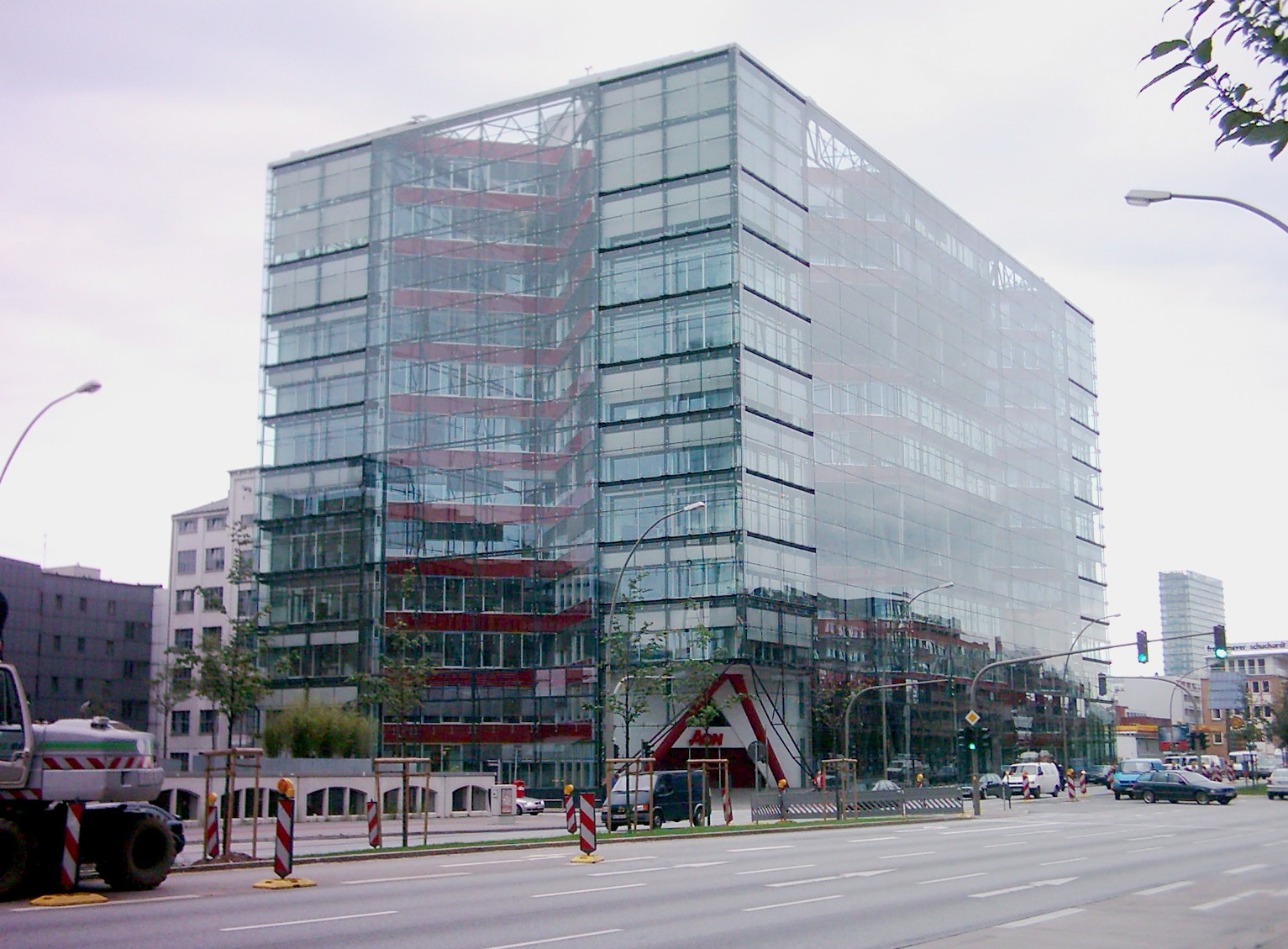
에이온 독일 헴배르그 지사의 건물

에이온(Aon Corporation, NYSE: AOC)은 1919년에 설립된 영국 런던에 본사를 둔 보험중개사이다.

## 역사
1982년 라이언 보험사(Ryan Insurance)가 컴바인드 보험사(Combined Insurance Company of America)와 합병하여 에이온(Aon)이 되었다. 현재 세계 2위의 재보험 중개회사이며 영국 런던에 본사를 두고 있다. 현재 위험관리 서비스, 원보험과 재보험 중개업, 인재관리 컨설팅, 특종 보험업등을 하고 있다. 포천 500대 기업에 등재되어 있는 대기업이며 120개국 500개 사무소가 있으며 45000명의 직원을 두고 있다. 2010년 7월 12일, 에이온은 일리노이주 린컨셔에 본사를 둔 휴잇(Hewitt)을 49억달러(주식 및 현금)에 매입하기로 계약하였음을 공표하였다.